# José Andrés Vázquez
José Andrés Vázquez Pérez (Aracena, 1884-Sevilla, 1960) fue un escritor español.

## Biografía
Nacido en 1884, era natural de la localidad onubense de Aracena. De inclinación andalucista, mantuvo amistad con Blas Infante. En opinión de Francisco Cuenca, se trataba de un «fecundo autor contemporáneo, campea en todas sus obras un regocijado humorismo de buena cepa que le ha dado extraordinaria celebridad». También cultivó el teatro. Entre sus producciones más notables, pueden citarse Mala semilla, Recurso legal, La madre de Nerón, Aires de la Sierra, Ese sol, padre y tirano y Epistolario bético. En 1938, durante la guerra civil, publicó la novela propagandística Armas de Caín y Abel, afín al bando sublevado. Falleció en 1960 en Sevilla.